# زمان الوصل (مسلسل)
زمان الوصل - حكاية أندلسية، هو مسلسل درامي تاريخي رومنسي وتشويق، من إنتاج المركز العربي للإنتاج الإعلامي - الأردن، للمنتج عدنان العوامله، المنتج التنفيذي طلال العوامله، كتابة جمال أبو حمدان، إخراج عارف الطويل، وبطولة كل من عبد الرحمن آل رشي، منى واصف، رنا الابيض، وناصر عبد الرضا.
يتناول المسلسل ما تعرضت له حاضرة الدولة الأموية من تحديات وأخطار داخلية سعت لتفتيت أركانها، وكذلك الأخطار الخارجية التي هدفت لتقويض عزها وإخضاعها لها مبرزا التسامح وصهر الخلافات في بوتقة التوحد والإخاء.

## قصة المسلسل
يتناول تلك الحقبة من التاريخ البهي.. حيث تشكل قرطبة، حاضرة الأندلس، ودرّة الدنيا، ومنارة الحضارة، إطاراً لأحداثه المثيرة بعلاقاته ومواقفه الإنسانية، على خلفية الحدث الأساسي العام، وهو ما تتعرض له الدولة الأندلسية من تحديات وأخطار سواء من الفتن الداخلية، التي تسعى إلى إضعاف أركانها وتفتيت تماسكها، أو من الأخطارالخارجية التي تهدف إلى إزالتها أو إخضاعها، فالدولة الأموية في الأندلس التي بلغت ذروة الازدهار وأوج الحضارة، وتصمد قرطبة ومن حولها الأندلس، أمام أعتى التحديات فكانت تواجهها وتنتصرعليها.. وسلاحها في هذا الصراع القيم والمبادئ التي قامت عليها، وأبرزها التسامح والاندماج في إطار الوطن الواحد القادرعلى احتضان الاختلافات، وصهرها في بوتقة التوحد والإخاء.
يُظهر المسلسل مدى التقدم العلمي والأجواء الفنية التي احتضنتها الأندلس في ذلك الزمن، عبر الحدث العام في المسلسل.

## طاقم التمثيل

### الممثلون الرئيسيون
- عبد الرحمن آل رشي في دور الحكم بن هشام.
- منى واصف
- جهاد سعد في دور الأمير عبد الرحمن.
- ناصر عبد الرضا.
- رنا الأبيض في دور اليمامة.

### الممثلون الآخرون
- ياسر المصري.
- ليليا الأطرش.
- وائل نجم.
- ندين سلامة.
- لورا أبو أسعد في دور الغجرية.
- لارا الصفدي.
- مكسيم خليل في دور كارلوس.
- ميسون أبو أسعد في دور طروب.

زهير درويش - غزوان الصفدي - حسن إسرب - باسل حيدر - مرشد ضرغام - مفيد أبو حمدة - رضوان جاموس - كمال قرحالي - أدهم مرشد - حسين عباس - فواز سرور - جيني إسبر - لؤي شانا - علي صطوف.
رضوان عقيلي.
نجاح سفكوني.
هشام هنيدي - عبد الكريم القواسمي - عاكف نجم - خضر بيضون.

### ضيوف العمل
فارس الحلو.
حمد عبد الرضا.
علي القاسم - رياض وردياني.
عارف الطويل.
ضيوف الحلقات
محمد إرزين.
المصطفى سلمات.
حسنا.
محمد عاطفي.